# KSV Roeselare
K.S.V. Roeselare este un club de fotbal din Roeselare, Belgia, care evoluează în Divizia Secundă. Echipa susține meciurile de acasă pe Schiervelde Stadion cu o capacitate de 9.536 de locuri.